# Упередження результату
Упередження результату — це помилка, яка робиться в оцінці якості рішення, коли результат самого рішення вже відомий. А саме, ефект упередження результату виникає, коли така сама поведінка засуджується, коли призводить до поганого результату, ніж коли призводить до доброго, навіть якщо результат визначається випадково.
Тут є певна схожість з упередженням погляду у минуле, та насправді ці два феномени відчутно різні. Упередження погляду у минуле фокусується на викривленні пам'яті на користь діючої особи, а упередження результату — виключно на наданні більшої ваги результату, аніж іншій інформації про подію, для визначення, чи правильним було минуле рішення.

## Опис
Людина часто судить минуле рішення за його наслідками (результатом) замість того, щоб оцінювати якість рішення на момент його прийняття з урахуванням інформації, яка була доступна на той момент. Це є помилкою, адже ніхто не приймає рішення, напевно знаючи, чи виправдає себе цей зважений ризик. Фактичний результат рішення часто визначається випадком, коли деякі ризики виправдовуються, а інші — ні. Люди, на яких впливає упередження результату, схильні вважати тих, хто приймає рішення, відповідальними за події поза їх контролем.
Барон та Герші (1988) проводили експерименти на визначення цього упередження, де учасникам пропонували гіпотетичні ситуації. Одна з таких ситуацій: рішення хірурга оперувати чи ні складного пацієнта. Учасникам описували поганий або хороший результат (тобто пацієнт помер або вижив), і просили оцінити якість рішення хірурга перед операцією. Ті, кому описали поганий наслідок, оцінили якість рішення гірше, ніж ті, хто «знав» про хороший. 
Афоризм «Мета виправдовує засоби» часто використовується саме для опису упередження результату, коли результат — бажаний.
Причиною, чому особа робить цю помилку, вважається те, що вона включає інформацію, наявну на сьогодні, в оцінку минулого рішення. Для уникнення впливу цього упередження слід оцінювати рішення без врахування інформації, яка була зібрана після прийняття такого рішення, та фокусуватись лише на тому, чи було таке рішення правильним на момент його прийняття.